# Agylla poasia
Agylla poasia là một loài bướm đêm thuộc phân họ Arctiinae, họ Erebidae.